# 彼得·达马托
彼得·达马托（Peter D'Amato）为美国作家、食虫植物商人。其为坐落于塞瓦斯托波尔的加州食虫植物苗圃的所有者。1998年，他出版了关于食虫植物种植的书籍——《野性花园》。1999年，该书获得了美国园艺协会图书奖及美国园艺作家协会的毛笔·铲子奖。

## 学历
1972年，彼得·达马托毕业于新泽西州的一所高中。1972年至1974年，他在佛罗里达州邁阿密大學读大学。

## 事业
彼得·达马托在40年间种植了大量食虫植物。1989年，他开办了加州食虫植物苗圃（California Carnivores plant nursery）。彼得·达马托也是海湾地区食虫植物协会（Bay Area Carnivorous Plant Society ）的创始人之一。他也常在国际食虫植物协会的《食虫植物通讯》上发表论文。
他曾在美国各地讲学，具体包括：
- 北卡罗来纳大学植物园
- 亚特兰大植物园
- 加利福尼亚州园艺协会
- 加州大學柏克萊分校
- 圣地亚哥动物园
- 弗雷德里克·梅杰花园
- 旧金山动物园[8]

## 出镜
彼得·达马托也出现于一些电视节目中：
- Home and Garden Network programs
- Martha Stewart Living
- Various travel and garden shows[8]

## 扩展阅读
- California Carnivores （页面存档备份，存于）